# Relativní většina
Relativní většina (též pluralita[zdroj⁠?!]) je v matematice největší díl nějaké množiny. Tzn. je největší skupinou (kategorií), ale není nutně majoritou (nadpoloviční většinou).
Význam pojmu „relativní většina“ je ovlivněn tím, jak jsou prvky v určité množině kategorizovány (například členstvím v politické straně, státní příslušností v příkladu níže).
Nejmenší možná pluralita je dána vzorcem {\displaystyle {\Big \lceil }{\frac {v+1}{n}}{\Big \rceil }}, kde {\displaystyle v} je počet prvků (např. ve volbách počet voličů) a {\displaystyle n} je počet kategorií (ve volbách počet stran či kandidátů). Pokud například existuje pět politických stran, musí k dosažení vítězství ve volbách strana dosáhnout více než 20 % (není to však podmínka postačující).

## Příklad
V místnosti je 12 lidí: 3 Němci, 2 Angličané, 2 Kanaďané, 2 Mexičané, 2 Guatemalci a 1 Američan.
- Z hlediska národního původu tvoří pluralitu tři Němci.
- Z hlediska světadílu tvoří Amerika majoritu sedmi lidí (Kanada, Mexiko, Guatemala a USA).
- Z hlediska jazykového tvoří anglicky mluvící lidé pluralitu – 5 lidí (Anglie, Kanada, USA).
- Ze dvou hledisek (světadíl a jazyk) tvoří pluralitu čtyři španělsky hovořící obyvatelé Ameriky (Mexiko a Guatemala).